# 71-934
71-934 «Лев» — российский трёхсекционный, двухсторонний трамвайный вагон челночного типа длиной 34,7 метра с полностью низким уровнем пола, созданный «ПК Транспортные системы».

## История
В сентябре 2018 года первый опытный образец был представлен в Берлине на транспортной выставке «InnoTrans-2018», где стал первым экспонатом от российских производителей за историю ежегодной отраслевой выставки.
В первой половине 2019 года первый вагон проходил обкатку, а затем и испытания с пассажирской эксплуатацией в Москве на маршруте № 17. 13 июля трамвай принял участие в Дне Московского транспорта.
В октябре 2019 года трамвай был выставлен в качестве экспозиции на международном саммите — экономическом форуме «Россия — Африка».
14 декабря 2019 года трамвай после его продажи был поставлен в Пермь. С тех пор эксплуатируется МУП «Пермгорэлектротранс».

## Конструкция
Имеет современный дизайн и бесшумный ход. От предшественника Витязь-М трамвай отличается удлиненной средней секцией и двумя кабинами.
Самый длинный произведенный и эксплуатируемый трамвай в России: его длина трамвая составляет 34,7 м. В вагон, по оценке производителя, вмещается до 382 человек.
Ширина кузова 2500 мм. В вагоне есть 70 сидячих мест, всего он вмещает от 265 до 382 пассажиров. В нём также есть системы видеоконтроля, улучшенный климат-контроль, разъёмы для подзарядки, Wi-Fi-роутеры, медиапанели и бегущие строки, электронные маршрутоуказатели, подсветка пола и песочниц.
Полностью низкопольный. Имеет поворотные и эластичные колёсные тележки.

## Эксплуатирующие города
Изначально предполагалось использовать в Перми на планируемой линии скоростного трамвая.
С декабря 2019 года единственный трамвай эксплуатируется в Перми. Производство аналогичных вагонов завод-изготовитель готов запустить только при массовом заказе.